# Dolný Štál
Dolný Štál este o comună slovacă, aflată în districtul Dunajská Streda din regiunea Trnava. Localitatea se află la altitudinea de 112 m deasupra n.m., se întinde pe o suprafață de 30 km2 și în 2017 număra 1.907 locuitori.

## Istoric
Localitatea Dolný Štál este atestată documentar din 1254.

## Demografie
| An:                | 1994 | 2004   | 2014   | 2024   |
| ------------------ | ---- | ------ | ------ | ------ |
| Număr de persoane: | 1966 | 1942   | 1914   | 1928   |
| Diferență:         |      | −1,22% | −1,44% | +0,73% |

| An:                | 2023 | 2024   |
| ------------------ | ---- | ------ |
| Număr de persoane: | 1916 | 1928   |
| Diferență:         |      | +0,62% |